# Martiel
Martiel [maʁsjɛl] est une commune de l'ouest du département de l'Aveyron, dans la région Occitanie, limitrophe du département du Lot et située à 10 km de Villefranche-de-Rouergue.
Le patrimoine architectural de la commune comprend quatre  immeubles protégés au titre des monuments historiques : le dolmen du Bois de Galtier, classé en 1889, le dolmen de Marie-Gaillard, classé en 1978, le dolmen du Devès n°2, classés en 1978, et l'abbaye de Loc-Dieu, classée en 1989.

## Géographie

### Communes limitrophes
La commune est limitrophe des départements du Lot et de Tarn-et-Garonne.
Les communes limitrophes sont  La Capelle-Balaguier, Laramière, Puyjourdes, Puylagarde, Saint-Jean-de-Laur, Sainte-Croix, Salvagnac-Cajarc, Savignac et Vailhourles.
| Saint-Jean-de-Laur (Lot, sur 100 m) | Salvagnac-Cajarc | La Capelle-Balaguier |
| Puyjourdes, Laramière (Lot)         | Martiel          | Sainte-Croix         |
| Puylagarde (Tarn-et-Garonne)        | Vailhourles      | Savignac             |

### Hydrographie

#### Réseau hydrographique

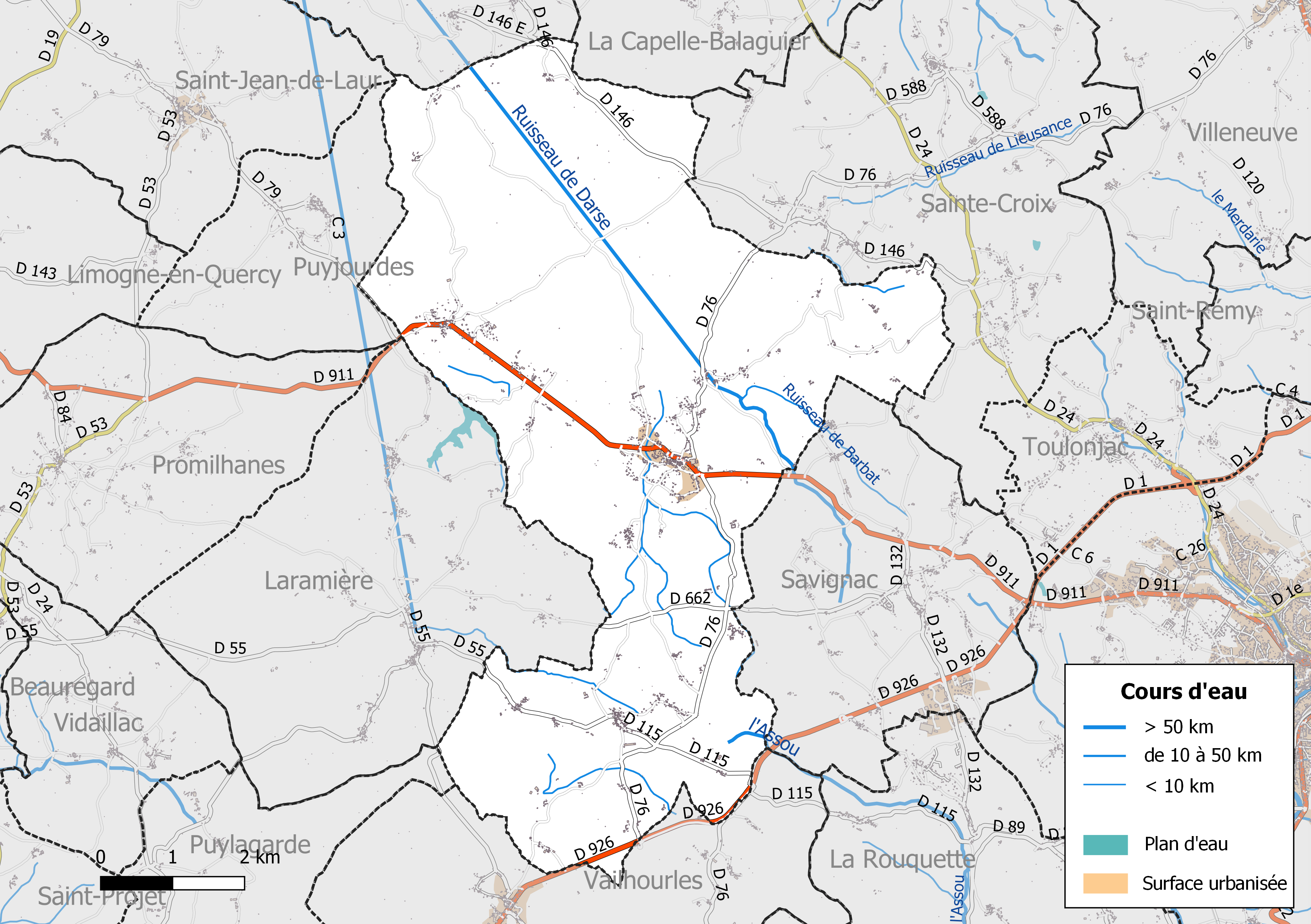
Réseaux hydrographique et routier de Martiel.

La commune est drainée par l'Assou, le Ruisseau de Darse, le ruisseau de Barbat, le ruisseau de Font Fournic, le ruisseau de Fontgrand, le ruisseau Dunnas de Carrié et par divers petits cours d'eau.
L'Assou, d'une longueur totale de 14 km, prend sa source dans la commune de Martiel (dans le parc de l'abbaye de Loc-Dieu) et se jette  dans  l'Aveyron à Monteils, après avoir arrosé 6 communes.
Le Ruisseau de Darse, d'une longueur totale de 14,1 km, prend sa source dans la commune de Savignac et se jette  dans le ruisseau de Lantouy à Salvagnac-Cajarc, après avoir arrosé 3 communes.

#### Gestion des cours d'eau
La gestion des cours d’eau situés dans le bassin de l’Aveyron est assurée par l’établissement public d'aménagement et de gestion de l'eau (EPAGE) Aveyron amont, créé le 1er janvier 2017, en remplacement du syndicat mixte du bassin versant Aveyron amont,,.

### Climat
Pour des articles plus généraux, voir Climat de l'Occitanie et Climat de l'Aveyron.
En 2010, le climat de la commune est de type climat océanique altéré, selon une étude s'appuyant sur une série de données couvrant la période 1971-2000. En 2020, Météo-France publie une typologie des climats de la France métropolitaine dans laquelle la commune est exposée à un climat océanique altéré et est dans la région climatique Ouest et nord-ouest du Massif Central, caractérisée par une pluviométrie annuelle de 900 à 1 500 mm, maximale en automne et en hiver.
Pour la période 1971-2000, la température annuelle moyenne est de 11,6 °C, avec une amplitude thermique annuelle de 15,7 °C. Le cumul annuel moyen de précipitations est de 972 mm, avec 11,4 jours de précipitations en janvier et 6,4 jours en juillet. Pour la période 1991-2020, la température moyenne annuelle observée sur la station météorologique la plus proche, située sur la commune de Villefranche-de-Rouergue à 9 km à vol d'oiseau, est de 12,6 °C et le cumul annuel moyen de précipitations est de 865,1 mm,. Pour l'avenir, les paramètres climatiques de la commune estimés pour 2050 selon différents scénarios d'émission de gaz à effet de serre sont consultables sur un site dédié publié par Météo-France en novembre 2022.

### Milieux naturels et biodiversité

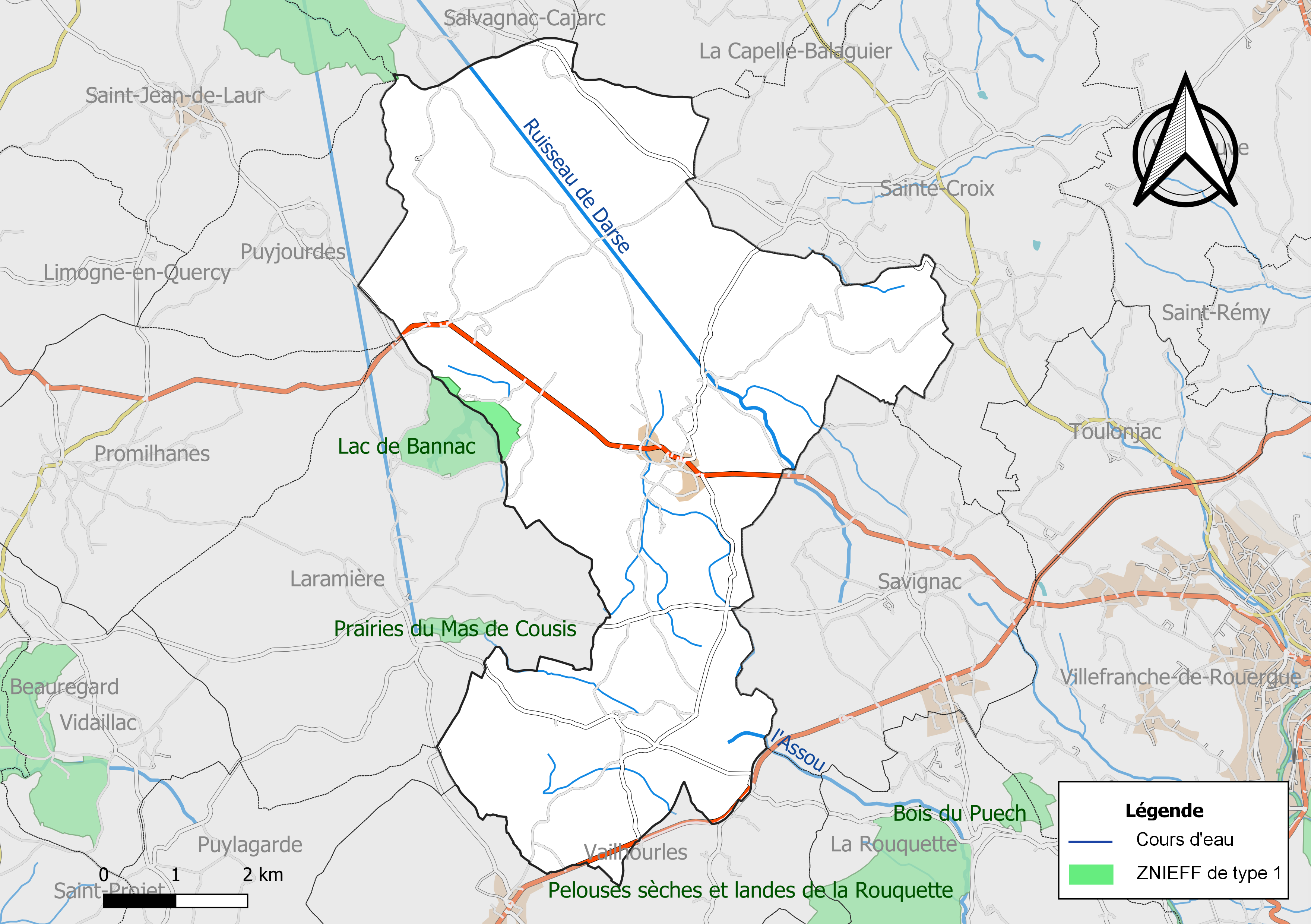
Carte des ZNIEFF de type 1 localisées sur la commune.

L’inventaire des zones naturelles d'intérêt écologique, faunistique et floristique (ZNIEFF) a pour objectif de réaliser une couverture des zones les plus intéressantes sur le plan écologique, essentiellement dans la perspective d’améliorer la connaissance du patrimoine naturel national et de fournir aux différents décideurs un outil d’aide à la prise en compte de l’environnement dans l’aménagement du territoire.
Le territoire communal de Martiel comprend deux ZNIEFF de type 1,, 
le « Lac de Bannac » (142,7 ha), couvrant 2 communes dont 1 dans l'Aveyron et 1 dans le Lot
et la « Montagne de Gaïfié et combes des ruisseaux de l'Oule et de Soubeyre » (1 461 ha), couvrant 7 communes dont 4 dans l'Aveyron et 3 dans le Lot.

## Urbanisme

### Typologie
Au 1er janvier 2024, Martiel est catégorisée commune rurale à habitat dispersé, selon la nouvelle grille communale de densité à sept niveaux définie par l'Insee en 2022.
Elle est située hors unité urbaine. Par ailleurs la commune fait partie de l'aire d'attraction de Villefranche-de-Rouergue, dont elle est une commune de la couronne,. Cette aire, qui regroupe 34 communes, est catégorisée dans les aires de moins de 50 000 habitants,.

### Occupation des sols

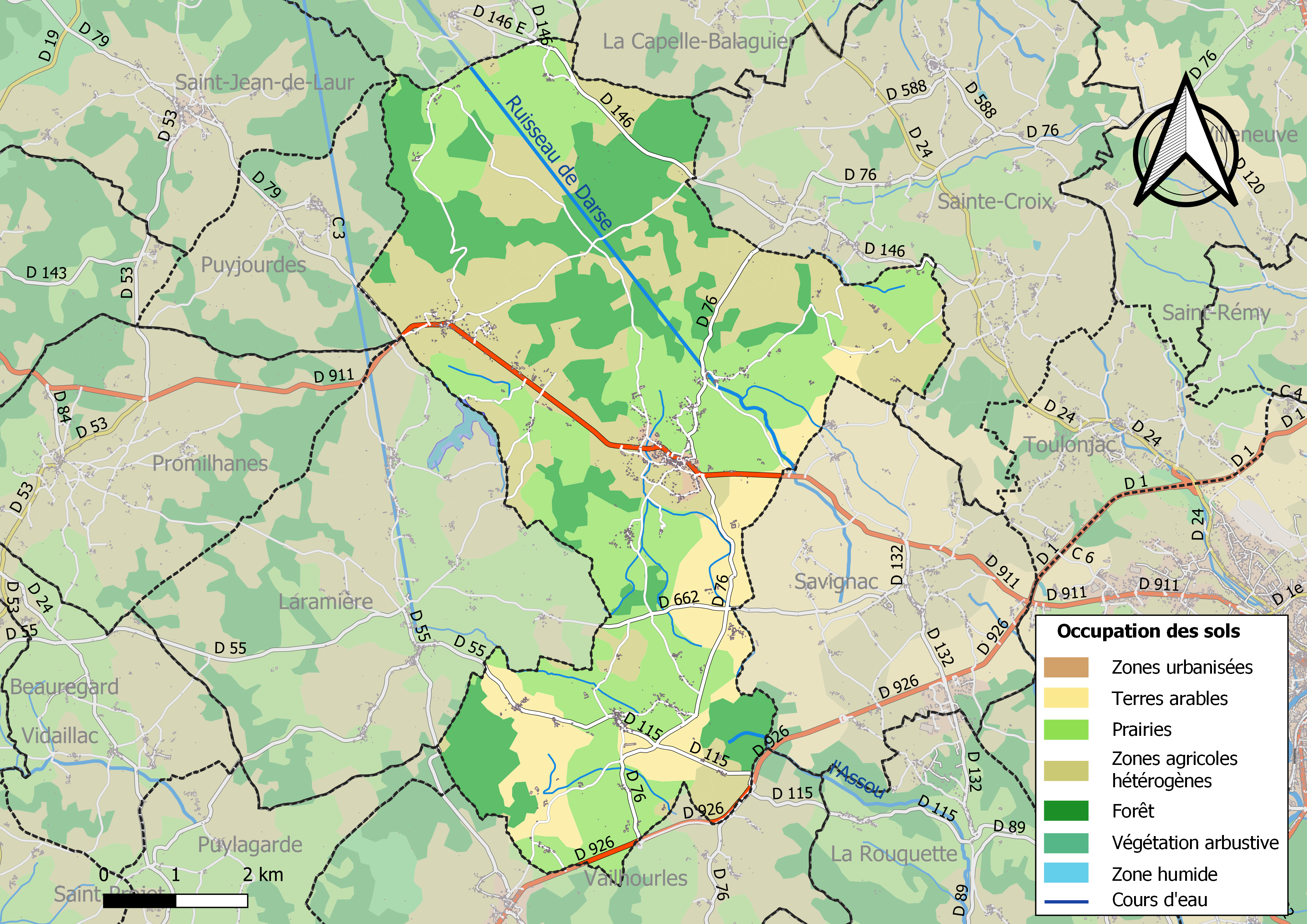
Infrastructures et occupation des sols de la commune de Martiel.

L'occupation des sols de la commune, telle qu'elle ressort de la base de données européenne d’occupation biophysique des sols Corine Land Cover (CLC), est marquée par l'importance des territoires agricoles (75,1 % en 2018), en augmentation par rapport à 1990 (70,8 %). La répartition détaillée en 2018 est la suivante : 
prairies (34,8 %), zones agricoles hétérogènes (28,9 %), forêts (22,3 %), terres arables (11,4 %), zones urbanisées (2 %), milieux à végétation arbustive et/ou herbacée (0,5 %).

### Planification
La loi SRU du 13 décembre 2000 a incité fortement les communes à se regrouper au sein d’un établissement public, pour déterminer les partis d’aménagement de l’espace au sein d’un SCoT, un document essentiel d’orientation stratégique des politiques publiques à une grande échelle. La commune est dans le territoire du SCoT du Centre Ouest Aveyron  approuvé en février 2020. La structure porteuse est le Pôle d'équilibre territorial et rural Centre Ouest Aveyron, qui associe neuf EPCI, notamment Ouest Aveyron Communauté, dont la commune est membre.
La commune disposait en 2017 d'un plan local d'urbanisme en révision. Le zonage réglementaire et le règlement associé peuvent être consultés sur le Géoportail de l'urbanisme.

### Risques majeurs
Le territoire de la commune de Martiel est vulnérable à différents aléas naturels : climatiques (hiver exceptionnel ou canicule), feux de forêts et séisme (sismicité très faible).
Il est également exposé à un risque technologique, le transport de matières dangereuses, et à un risque particulier, le risque radon,.

#### Risques naturels
Le Plan départemental de protection des forêts contre les incendies découpe le département de l’Aveyron en sept « bassins de risque » et définit une sensibilité des communes à l’aléa feux de forêt (de faible à très forte). La commune est classée en sensibilité forte.
Les mouvements de terrains susceptibles de se produire sur la commune sont soit des mouvements liés au retrait-gonflement des argiles, soit des effondrements liés à des cavités souterraines. Le phénomène de retrait-gonflement des argiles est la conséquence d'un changement d'humidité des sols argileux. Les argiles sont capables de fixer l'eau disponible mais aussi de la perdre en se rétractant en cas de sécheresse. Ce phénomène peut provoquer des dégâts très importants sur les constructions (fissures, déformations des ouvertures) pouvant rendre inhabitables certains locaux. La carte de zonage de cet aléa peut être consultée sur le site de l'observatoire national des risques naturels Géorisques. Une autre carte permet de prendre connaissance des cavités souterraines localisées sur la commune,.

#### Risques technologiques
Le risque de transport de matières dangereuses sur la commune est lié à sa traversée par une route à fort trafic et une canalisation de transport de gaz. Un accident se produisant sur de telles infrastructures est en effet susceptible d’avoir des effets graves au bâti ou aux personnes jusqu’à 350 m, selon la nature du matériau transporté. Des dispositions d’urbanisme peuvent être préconisées en conséquence.

#### Risque particulier
Dans plusieurs parties du territoire national, le radon, accumulé dans certains logements ou autres locaux, peut constituer une source significative d’exposition de la population aux rayonnements ionisants. Toutes les communes du département sont concernées par le risque radon à un niveau plus ou moins élevé. Selon le dossier départemental des risques majeurs du département établi en 2013, la commune de Martiel est classée à risque faible. Un décret du 4 juin 2018 a modifié la terminologie du zonage définie dans le code de la santé publique et a été complété par un arrêté du 27 juin 2018 portant délimitation des zones à potentiel radon du territoire français. La commune est désormais en zone 1, à savoir zone à potentiel radon faible.

## Histoire
Martiel était à l'origine un bourg ecclésial construit autour de son église, et dont l'enceinte était constituée par les maisons construites côte à côte. Cette première église, datant du Xe siècle a disparu. L'église actuelle fut construite dans le faubourg ouest au XVe siècle, avant d'être remaniée au XIXe siècle.
À la Révolution, la commune a englobé quatre autres paroisses :
- Elbes : cette paroisse très ancienne était déjà citée en 961 dans le testament de Raymond, comte de Rouergue. Cette seigneurie appartenait aux vicomtes d'Elbes, puis aux abbés de Loc-Dieu.
- Marroule : qui s'est développée autour du prieuré des bénédictines du Buis, près d'Aurillac.
- Fontaynous : ancienne grange de l'abbaye de Loc-Dieu et lieu de résidence des abbés.

### Les Templiers et les Hospitaliers
Les Templiers furent à partir de 1264 coseigneurs de Martiel, droit dont les Hospitaliers de l'ordre de Saint-Jean de Jérusalem ont hérité pour un tiers de la seigneurie.
Ginouilhac : cette seigneurie fut donnée aux Templiers de Lacapelle-Livron en 1243. Son territoire s'étendait au nord-ouest jusqu'à trois importantes fermes : L'Espinassière, le Juge et Bramaloup. Maison du Temple dépendante de la baillie de la Capelle-Livron, elle avait son propre commandeur dont l'existence est attestée en 1288 avec frère « D. Cartairada, comandaire de la maio de Genoilhac ».

## Politique et administration

### Découpage territorial
La commune de Martiel est membre de la Ouest Aveyron Communauté, un établissement public de coopération intercommunale (EPCI) à fiscalité propre créé le 1er janvier 2017 dont le siège est à Villefranche-de-Rouergue. Ce dernier est par ailleurs membre d'autres groupements intercommunaux.
Sur le plan administratif, elle est rattachée à l'arrondissement de Villefranche-de-Rouergue, au département de l'Aveyron et à la région Occitanie. Sur le plan électoral, elle dépend du  canton de Villeneuvois et Villefranchois pour l'élection des conseillers départementaux, depuis le redécoupage cantonal de 2014 entré en vigueur en 2015, et de la deuxième circonscription de l'Aveyron  pour les élections législatives, depuis le dernier découpage électoral de 2010.

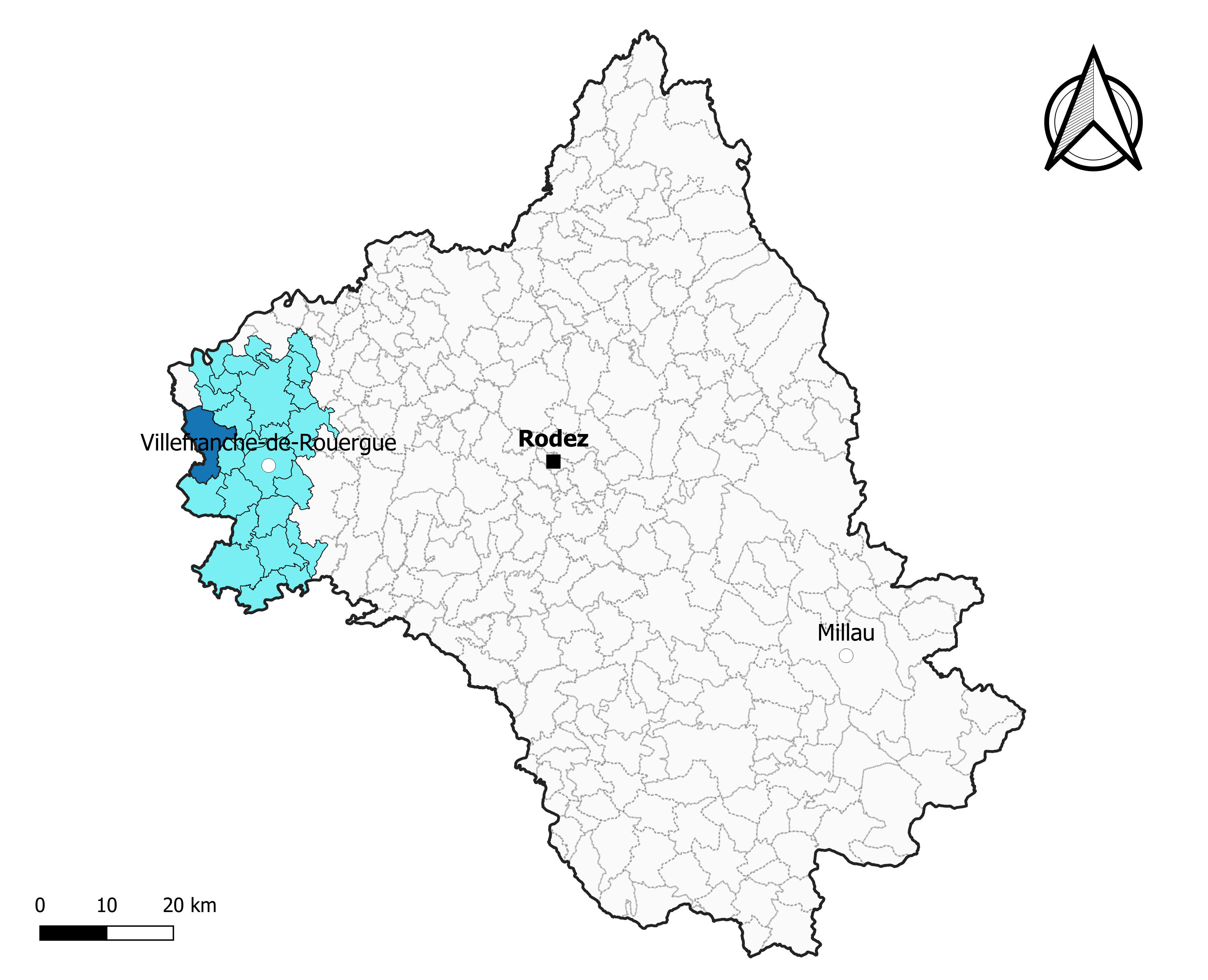
Martiel dans l'intercommunalité en 2020.
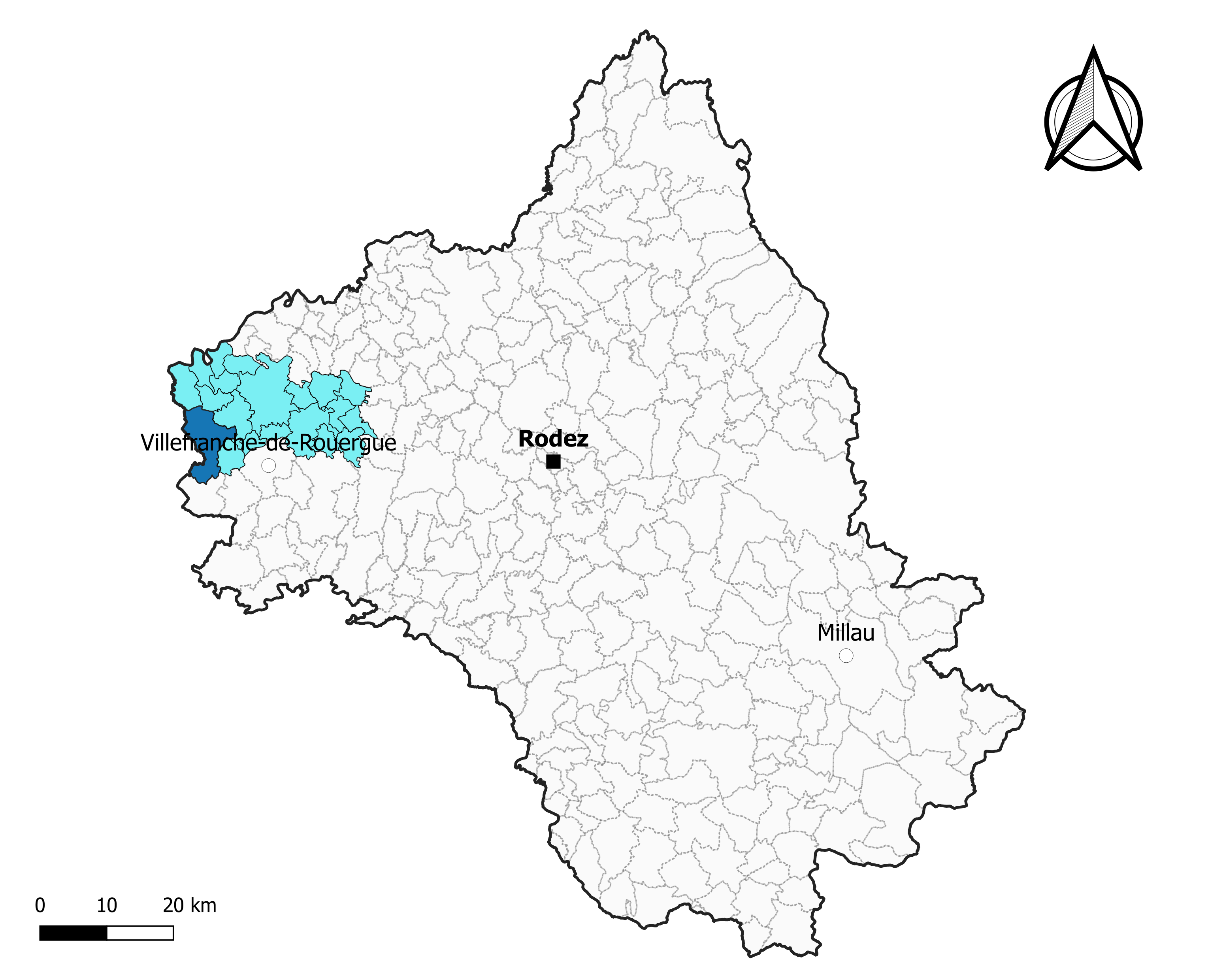
Martiel dans le canton de Villeneuvois et Villefranchois en 2020.
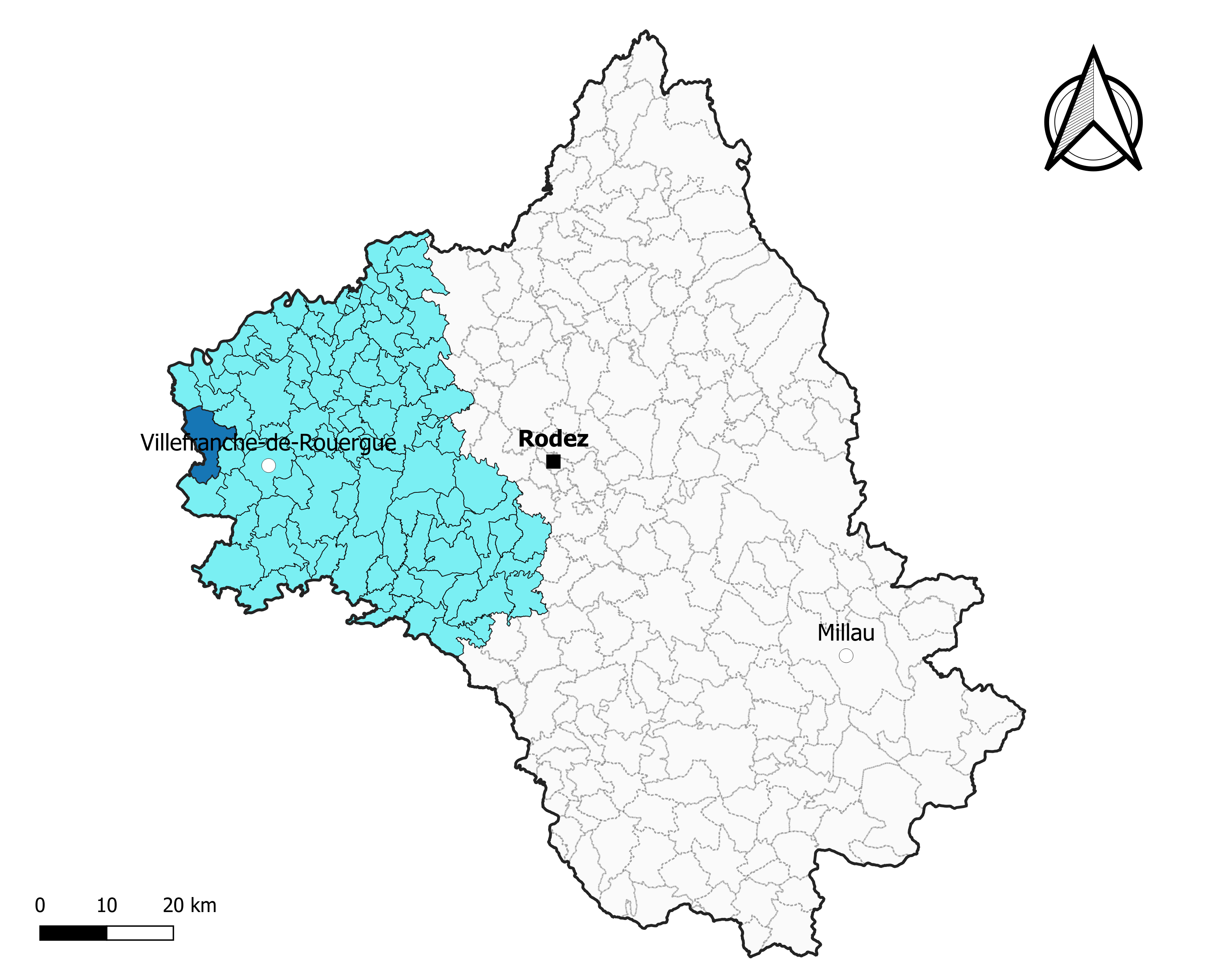
Martiel dans l'arrondissement de Villefranche-de-Rouergue en 2020.

### Élections municipales et communautaires

#### Élections de 2020
Le conseil municipal de Martiel, commune de plus de 1 000 habitants, est élu au scrutin proportionnel de liste à deux tours (sans aucune modification possible de la liste), pour un mandat de six ans renouvelable. Compte tenu de la population communale, le nombre de sièges à pourvoir lors des élections municipales de 2020 est de 15. Les quinze conseillers municipaux sont élus au premier tour avec un taux de participation de 48,94 %, issus de la seule liste candidate, conduite par Guy Marty. Guy Marty, maire sortant, est réélu pour un nouveau mandat le 23 mai 2020.
Le  siège attribué à la commune au sein du conseil communautaire de la Ouest Aveyron Communauté est alloué également à la liste de Guy Marty.
En 1800 création de la commune dans ses limites actuelles : Martiel, Elbes, Fontaynous, Ginouilhac, Marroule.

#### Liste des maires
| Période                                  | Période          | Identité                             | Étiquette | Qualité                                                              |
| ---------------------------------------- | ---------------- | ------------------------------------ | --------- | -------------------------------------------------------------------- |
| Les données manquantes sont à compléter. |                  |                                      |           |                                                                      |
| 14 février 1790                          | 1793             | Jean Baptiste Fraissines             |           | Démission                                                            |
| 1793                                     | 1795             | x Pradines                           |           |                                                                      |
| 1795                                     | 1798             | Jean Russery                         |           |                                                                      |
| 1797                                     | 1800             | Géraud Caylal                        |           |                                                                      |
| 1800                                     | 1803             | FMathieu Marmiesse                   |           |                                                                      |
| 1803                                     | 1804             | Jean-François VillienFrançois Negrel |           |                                                                      |
| 1804                                     | 1811             | Mathieu Marmiesse                    |           |                                                                      |
| 1812                                     | 1830             | Jean-Pierre d'Ardène de Tizac        |           |                                                                      |
| 1831                                     | 1831             | Jean Russery                         |           |                                                                      |
| 1832                                     | 1848             | Jean Baptiste Fraissines             |           |                                                                      |
| 1848                                     | 1848             | Simon Malet                          |           |                                                                      |
| 1848                                     | 1851             | Louis Bories                         |           |                                                                      |
| 1852                                     | 1856             | Isidore Alibert                      |           |                                                                      |
| 1856                                     | 1865             | Guillaume Lespinasse                 |           |                                                                      |
| 1865                                     | 1884             | Louis Bories                         |           |                                                                      |
| 1884                                     | 1885             | Jean-Antoine Lacombe                 |           |                                                                      |
| 1885                                     | 1887             | Pierre-Jean Vernet                   |           |                                                                      |
| 1887                                     | 15 mai 1904      | Jean-Antoine Lacombe                 |           |                                                                      |
| 15 mai 1904                              | 19 mai 1912      | Jean-Baptiste Reygasse               |           |                                                                      |
| 1912                                     | novembre 1918    | Joseph Faure                         |           | Décédé 17 novembre 1918                                              |
| 18 novembre 1918                         | 10 décembre 1919 | Jean-Antoine Lacombe                 |           | Remplaçant après décès                                               |
| 10 décembre 1919                         | 16 mai 1925      | Romain Bouyssou                      |           |                                                                      |
| mai 1925                                 | mai 1929         | Romain Bouyssou                      |           |                                                                      |
| mai 1929                                 | mai 1935         | Romain Bouyssou                      |           |                                                                      |
| 19 mai 1935                              | 1er octobre 1939 | Jean Traversac                       |           | Décédé le 1er octobre 1939                                           |
| 1er octobre 1939                         | fin 1940         | Albert Couderc                       |           | 1er adjoint qui préside par intérim les séances du conseil municipal |
| avril 1941                               | mai 1945         | Jean-Antoine Lacombe                 |           | Nommé Président de la délégation spéciale par le préfet              |
| 6 mai 1945                               | 26 octobre 1947  | André Cournède                       |           |                                                                      |
| 26 octobre 1947                          | 3 mai 1953       | André Cournède                       |           |                                                                      |
| 3 mai 1953                               | 15 mars 1959     | André Cournède                       |           |                                                                      |
| 15 mars 1959                             | 28 mars 1965     | André Cournède                       |           | Décédé le 23 juin 1965 d'un accident de la route                     |
| 1965                                     | 1977             | Ernest Trézières                     |           | Termine le mandat de son prédécesseur et est réélu en 1971           |
| mars 1965                                | mars 2001        | Jean Cournède                        |           | Fils de André Cournède, 24e maire de Martiel                         |
| mars 2001                                | En cours         | Guy Marty,                           |           | Ancien employé                                                       |

## Population et société

### Démographie
L'évolution du nombre d'habitants est connue à travers les recensements de la population effectués dans la commune depuis 1793. Pour les communes de moins de 10 000 habitants, une enquête de recensement portant sur toute la population est réalisée tous les cinq ans, les populations de référence des années intermédiaires étant quant à elles estimées par interpolation ou extrapolation. Pour la commune, le premier recensement exhaustif entrant dans le cadre du nouveau dispositif a été réalisé en 2008.

En 2022, la commune comptait 989 habitants, en évolution de −3,32 % par rapport à 2016 (Aveyron : +0,37 %, France hors Mayotte : +2,11 %).
| 1793 | 1800 | 1806  | 1821  | 1831  | 1836  | 1841  | 1846  | 1851  |
| ---- | ---- | ----- | ----- | ----- | ----- | ----- | ----- | ----- |
| 594  | 690  | 1 725 | 2 245 | 1 613 | 1 868 | 1 843 | 1 858 | 1 944 |

| 1856  | 1861  | 1866  | 1872  | 1876  | 1881  | 1886  | 1891  | 1896  |
| ----- | ----- | ----- | ----- | ----- | ----- | ----- | ----- | ----- |
| 1 948 | 1 966 | 1 927 | 1 825 | 1 851 | 1 823 | 1 824 | 1 858 | 1 645 |

| 1901  | 1906  | 1911  | 1921  | 1926  | 1931  | 1936 | 1946 | 1954 |
| ----- | ----- | ----- | ----- | ----- | ----- | ---- | ---- | ---- |
| 1 529 | 1 523 | 1 430 | 1 244 | 1 149 | 1 041 | 956  | 948  | 773  |

| 1962 | 1968 | 1975 | 1982 | 1990 | 1999 | 2006 | 2008 | 2013  |
| ---- | ---- | ---- | ---- | ---- | ---- | ---- | ---- | ----- |
| 723  | 677  | 635  | 706  | 798  | 823  | 885  | 903  | 1 002 |

| 2018 | 2022 | - | - | - | - | - | - | - |
| ---- | ---- | - | - | - | - | - | - | - |
| 994  | 989  | - | - | - | - | - | - | - |

### Manifestations culturelles et festivités
- Association pour la Sauvegarde du Patrimoine Culturel et Naturel de Martiel.
- Associations sportives :
  - Basket Martiel
  - Olympique de Martiel[47].
  - Sports et Loisirs

## Économie

### Revenus
En 2018  (données Insee publiées en septembre 2021), la commune compte 445 ménages fiscaux, regroupant 979 personnes. La médiane du revenu disponible par unité de consommation est de 20 880 € (20 640 € dans le département).

### Emploi
| Division       | 2008  | 2013  | 2018  |
| -------------- | ----- | ----- | ----- |
| Commune        | 4 %   | 4,4 % | 4,7 % |
| Département    | 5,4 % | 7,1 % | 7,1 % |
| France entière | 8,3 % | 10 %  | 10 %  |

En 2018, la population âgée de 15 à 64 ans s'élève à 573 personnes, parmi lesquelles on compte 81 % d'actifs (76,3 % ayant un emploi et 4,7 % de chômeurs) et 19 % d'inactifs,. Depuis 2008, le taux de chômage communal (au sens du recensement) des 15-64 ans est inférieur à celui de la France et du département.
La commune fait partie de la couronne de l'aire d'attraction de Villefranche-de-Rouergue, du fait qu'au moins 15 % des actifs travaillent dans le pôle,. Elle compte 273 emplois en 2018, contre 503 en 2013 et 421 en 2008. Le nombre d'actifs ayant un emploi résidant dans la commune est de 447, soit un indicateur de concentration d'emploi de 61,1 % et un taux d'activité parmi les 15 ans ou plus de 57,1 %.
Sur ces 447 actifs de 15 ans ou plus ayant un emploi, 143 travaillent dans la commune, soit 32 % des habitants. Pour se rendre au travail, 80,1 % des habitants utilisent un véhicule personnel ou de fonction à quatre roues, 0,4 % les transports en commun, 10,7 % s'y rendent en deux-roues, à vélo ou à pied et 8,7 % n'ont pas besoin de transport (travail au domicile).

### Activités hors agriculture

#### Secteurs d'activités
70 établissements sont implantés  à Martiel au 31 décembre 2019. Le tableau ci-dessous en détaille le nombre par secteur d'activité et compare les ratios avec ceux du département,.
| Secteur d'activité                                                                                        | Commune | Commune | Département |
| Secteur d'activité                                                                                        | Nombre  | %       | %           |
| --- | ------- | ------- | ----------- |
| Ensemble                                                                                                  | 70      |         |             |
| Industrie manufacturière, industries extractives et autres                                                | 18      | 25,7 %  | (17,7 %)    |
| Construction                                                                                              | 13      | 18,6 %  | (13 %)      |
| Commerce de gros et de détail, transports, hébergement et restauration                                    | 18      | 25,7 %  | (27,5 %)    |
| Activités immobilières                                                                                    | 1       | 1,4 %   | (4,2 %)     |
| Activités spécialisées, scientifiques et techniques et activités de services administratifs et de soutien | 4       | 5,7 %   | (12,4 %)    |
| Administration publique, enseignement, santé humaine et action sociale                                    | 10      | 14,3 %  | (12,7 %)    |
| Autres activités de services                                                                              | 6       | 8,6 %   | (7,8 %)     |

Le secteur du commerce de gros et de détail, des transports, de l'hébergement et de la restauration est prépondérant sur la commune puisqu'il représente 25,7 % du nombre total d'établissements de la commune (18 sur les 70 entreprises implantées  à Martiel), contre 27,5 % au niveau départemental.

#### Entreprises
Les deux entreprises ayant leur siège social sur le territoire communal qui génèrent le plus de chiffre d'affaires en 2020 sont : 
- Camping Le Port De Lacombe -Cpl, terrains de camping et parcs pour caravanes ou véhicules de loisirs (188 k€)
- Cecile Et Paton, services des traiteurs (178 k€)

### Agriculture
La commune est dans le Bas Quercy, une petite région agricole occupant l'extrême-ouest du département de l'Aveyron. En 2020, l'orientation technico-économique de l'agriculture  sur la commune est l'élevage bovin, orientation mixte lait et viande.
|               | 1988  | 2000  | 2010  | 2020  |
| ------------- | ----- | ----- | ----- | ----- |
| Exploitations | 86    | 58    | 57    | 39    |
| SAU (ha)      | 2 754 | 2 809 | 2 477 | 2 210 |

Le nombre d'exploitations agricoles en activité et ayant leur siège dans la commune est passé de 86 lors du recensement agricole de 1988  à 58 en 2000 puis à 57 en 2010 et enfin à 39 en 2020, soit une baisse de 55 % en 32 ans. Le même mouvement est observé à l'échelle du département qui a perdu pendant cette période 51 % de ses exploitations,. La surface agricole utilisée sur la commune a également diminué, passant de 2 754 ha en 1988 à 2 210 ha en 2020. Parallèlement la surface agricole utilisée moyenne par exploitation a augmenté, passant de 32 à 57 ha.

## Culture locale et patrimoine

### Lieux et monuments
- L'église Saint-Barthélemy de Martiel, apparaît dans les textes en 1526 (pouillé de Cahors)[53],[54].
- L'église Saint-Hilaire de Fontaynous[53],[54].
- L'église Saint-Jacques d'Elbes[53],[54].
- L'église Sainte-Madeleine de Marroule[53],[54].
- L'ancienne abbaye de Loc-Dieu[55] fut fondée en 1124 par 13 moines venus de l'abbaye de Dalon (devenue cistercienne en 1162). Incendiée en 1411, elle fut rebâtie et fortifiée. Il y restait 5 religieux en 1768. Elle fut fermée à la Révolution.  Classé MH (1989)[56].
- Abbatiale Notre-Dame de Loc-Dieu.

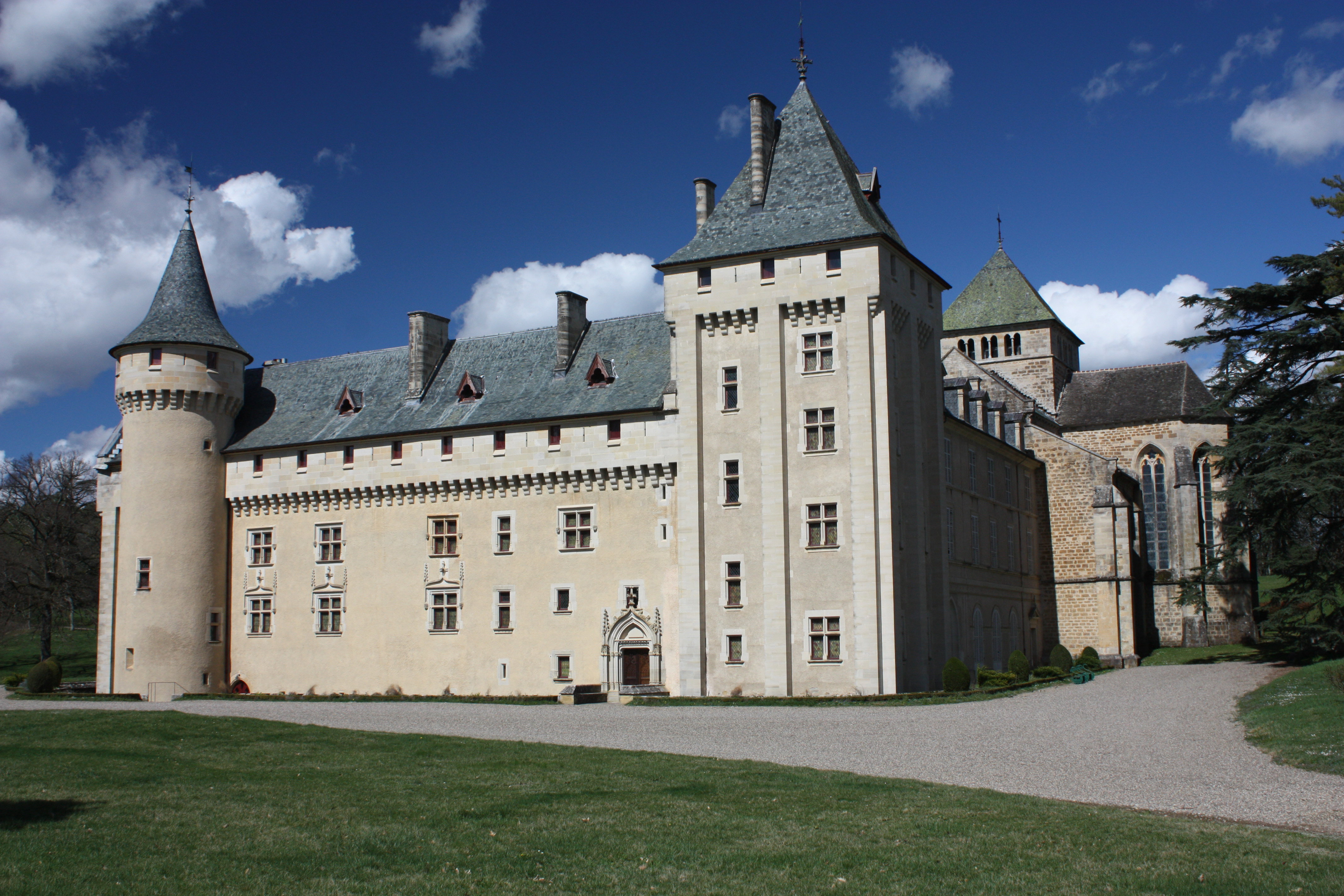
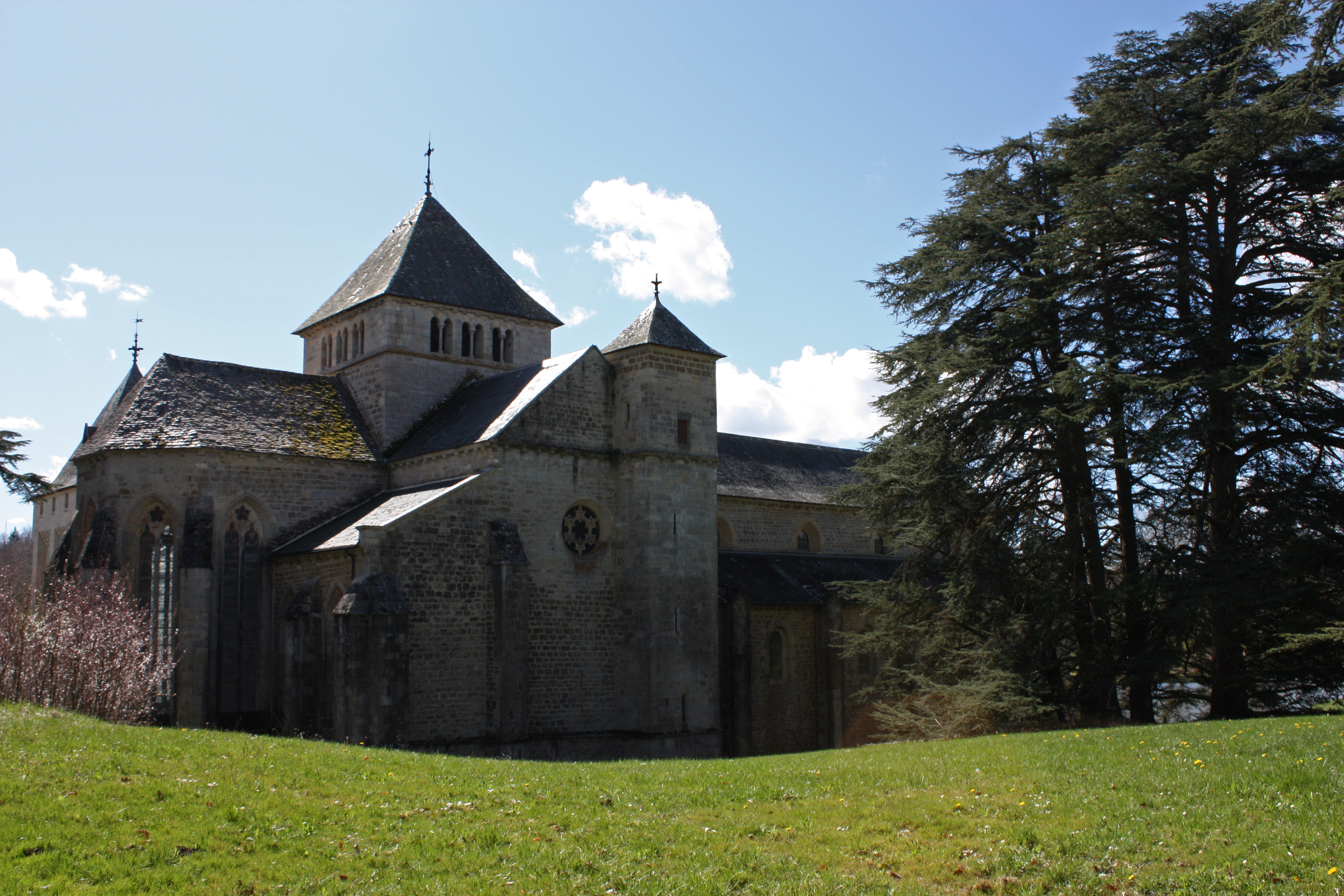
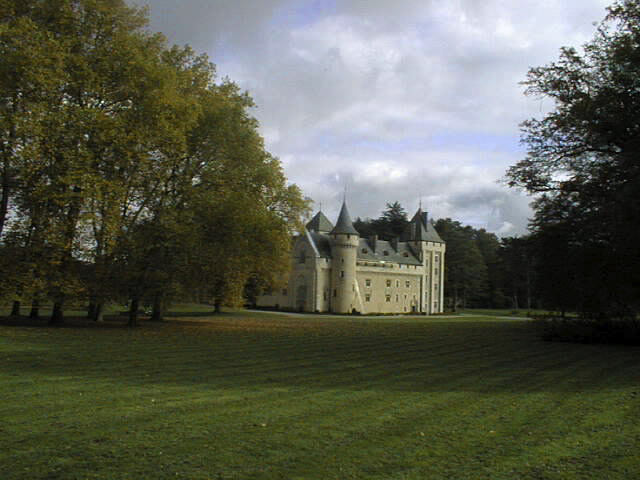
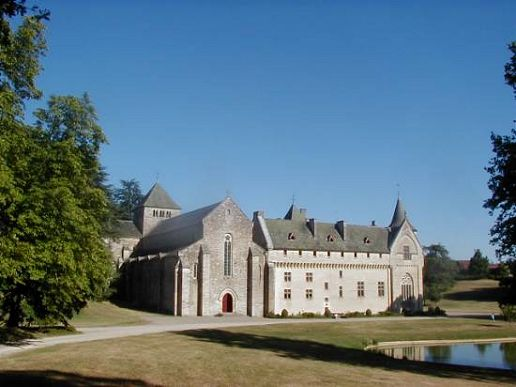

- La Chapelle Saint-Roch[54]

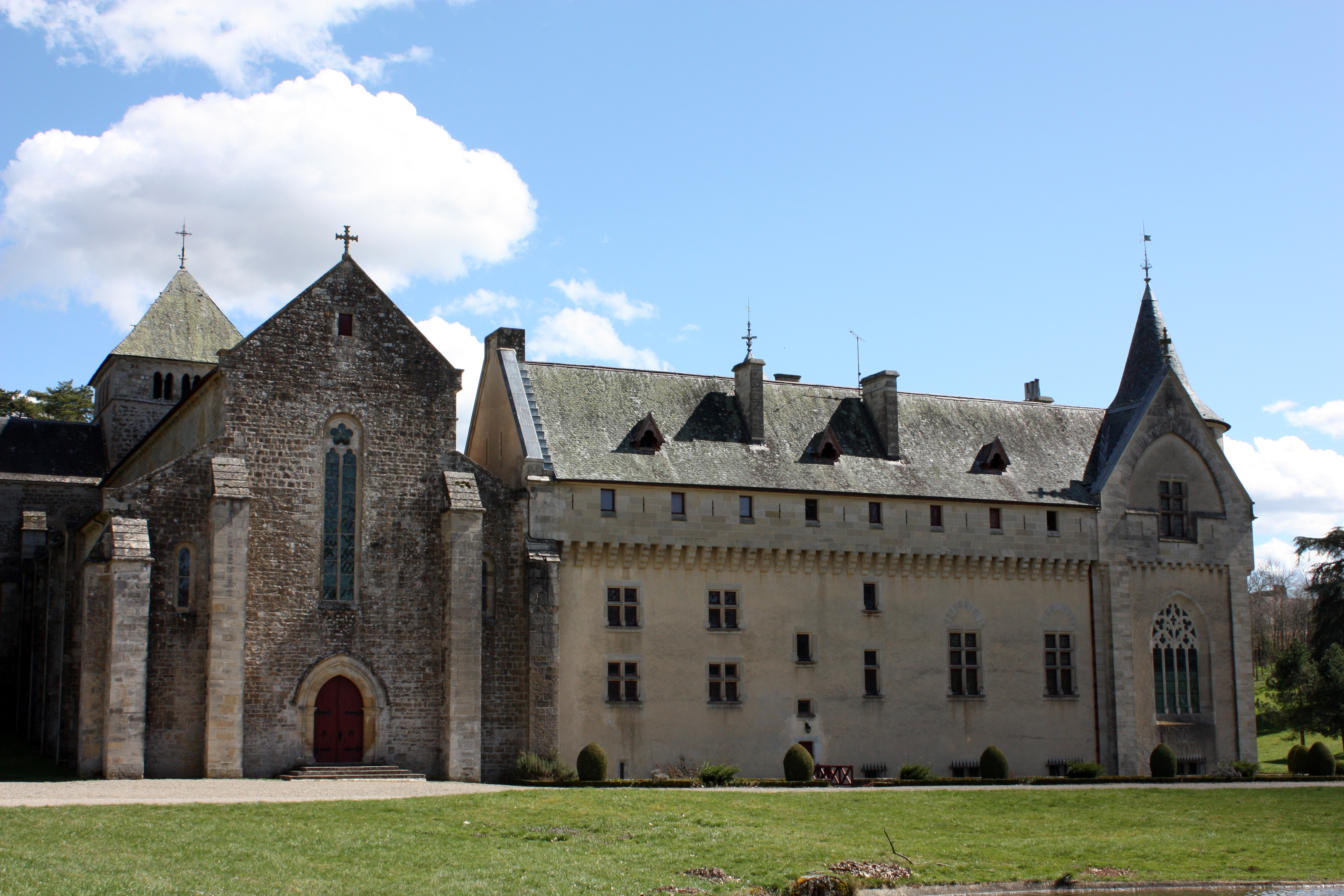
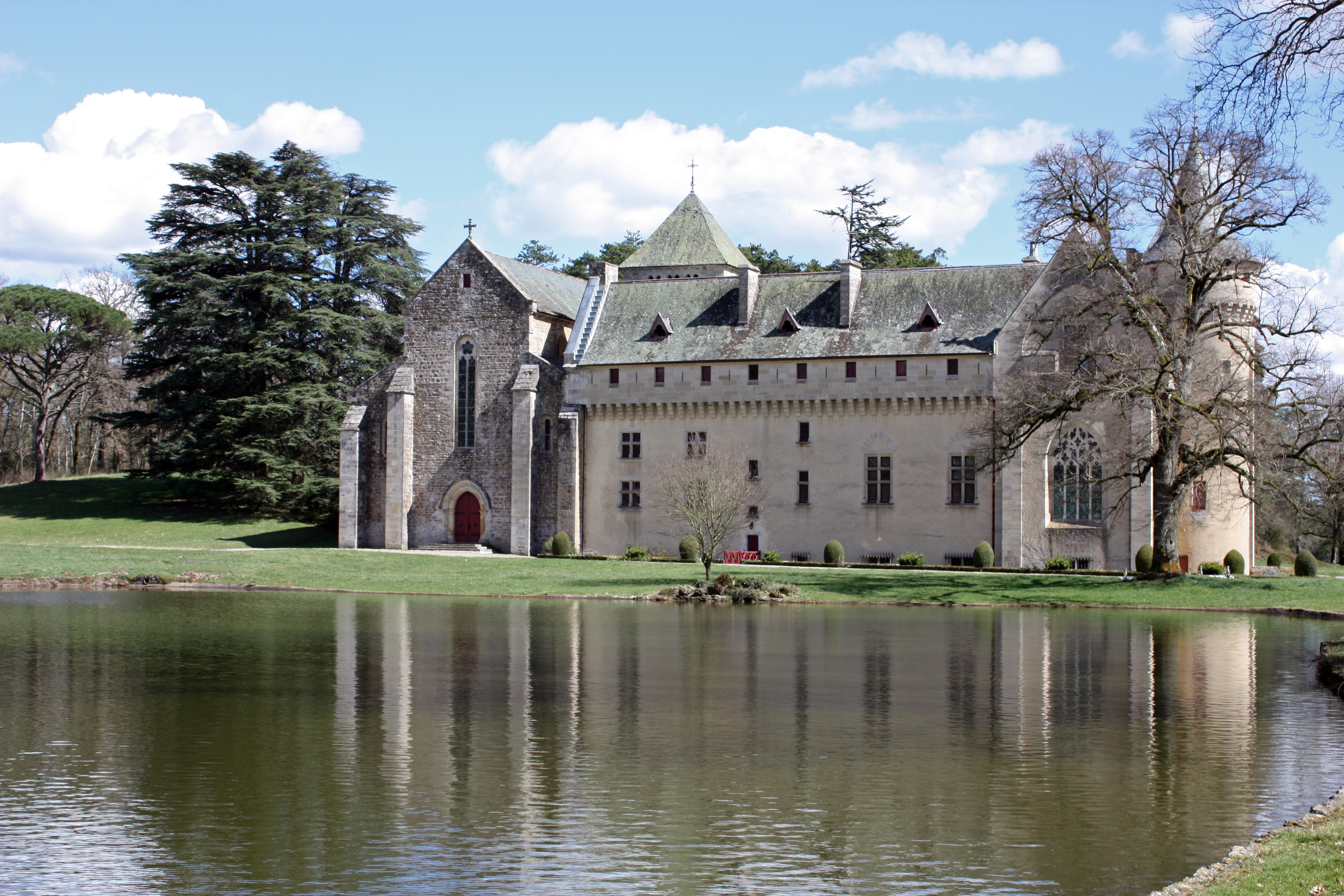
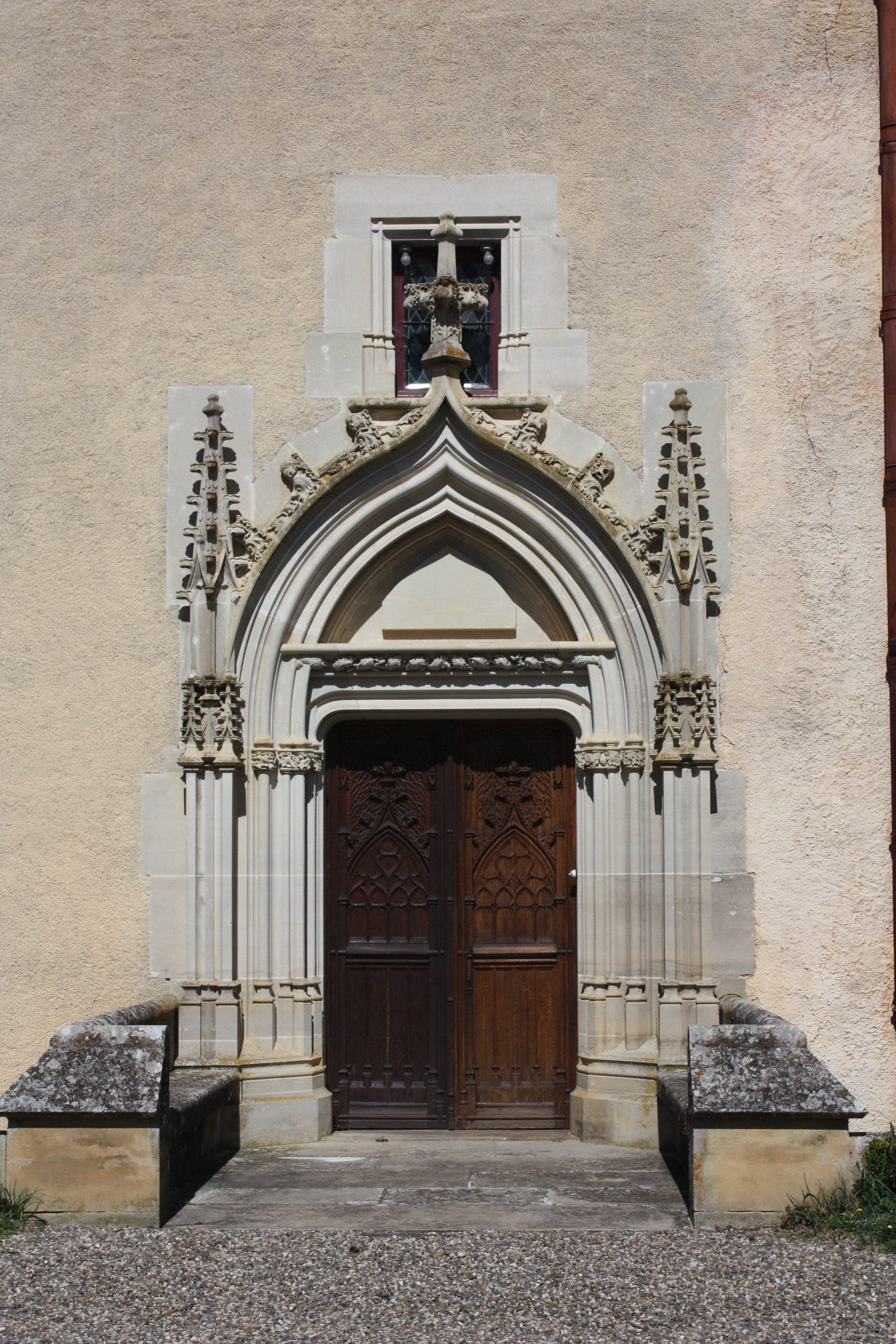
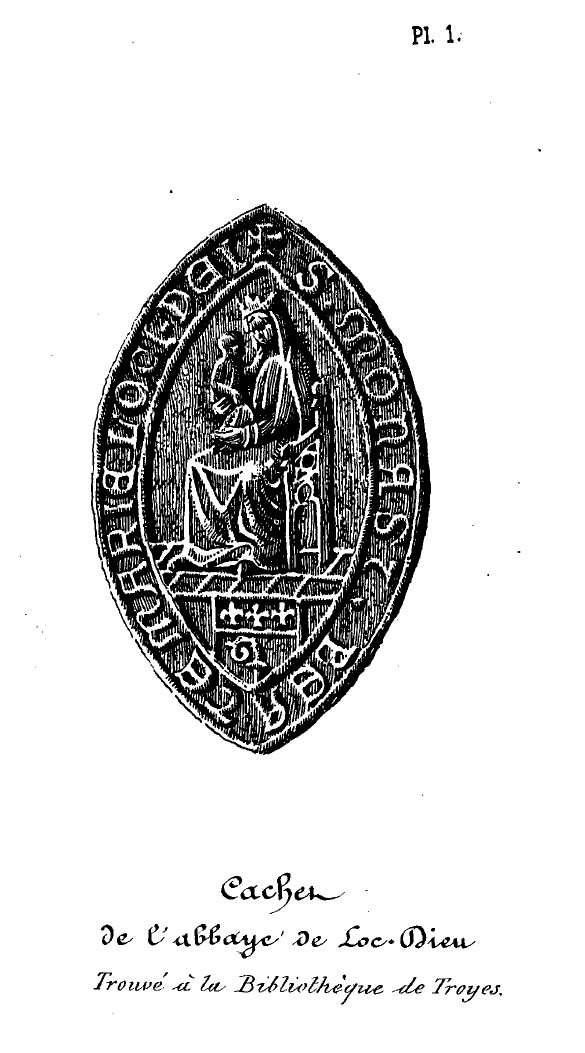
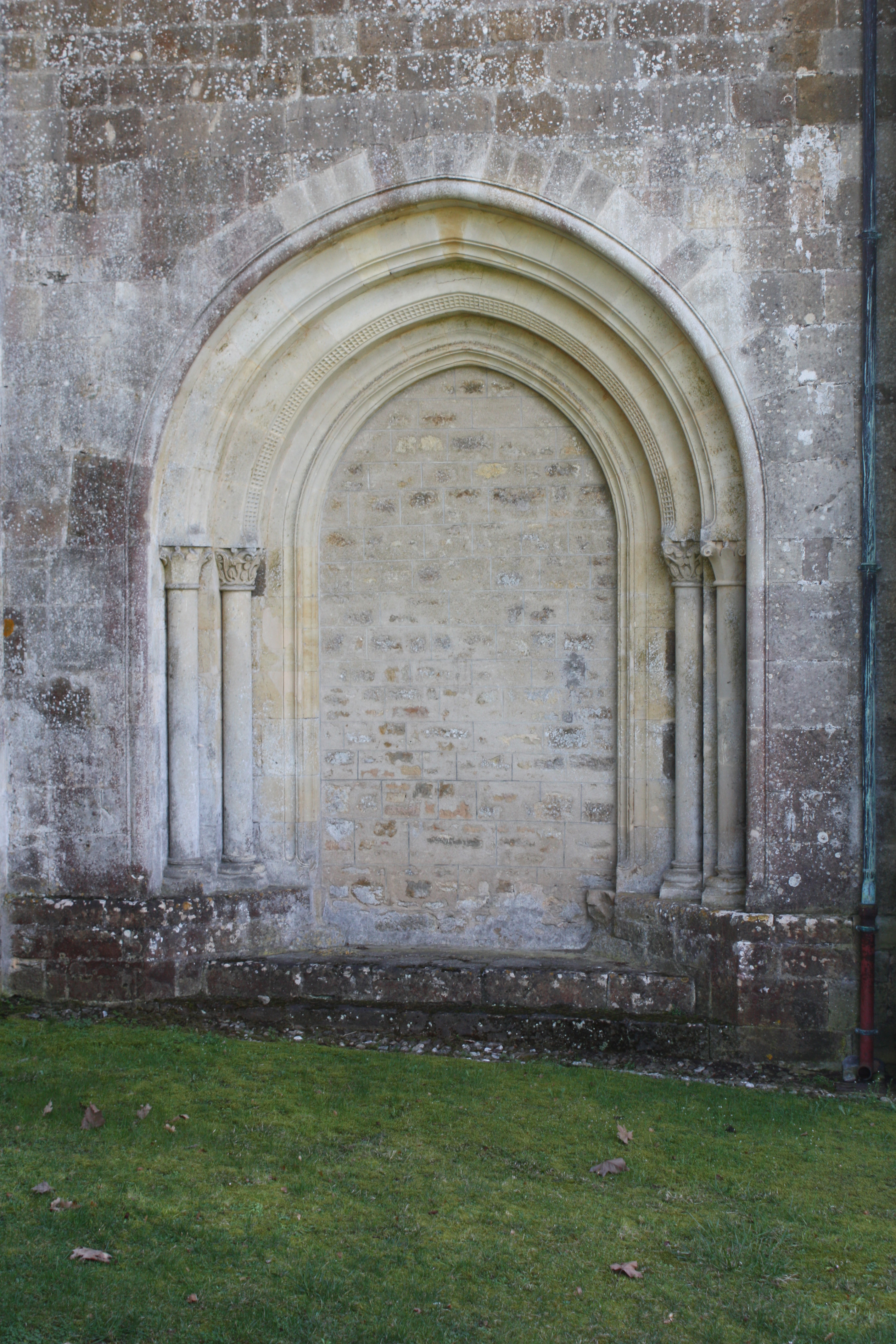

- La Tour des Templiers  date du XIIIe siècle.
- Dolmens :

Il s'agit d'une des plus grosses concentrations de dolmens de l'Aveyron : 31 dolmens authentifiés et 5 à 10 supplémentaires possibles, ont été recensés sur le territoire de Martiel, en particulier dans le bois de Margues. Un sentier des dolmens a été aménagé pour découvrir les plus beaux monuments :
- - Dolmen du Bois de Galtier :    Classé MH (1889)[57] 44° 24′ 31″ N, 1° 54′ 20″ E

- - Dolmens du Devès :  Classé MH (1978)[58] 44° 24′ 35″ N, 1° 54′ 25″ E

- - Dolmen de Marie-Gaillard :  Classé MH (1978)[59] 44° 24′ 36″ N, 1° 52′ 39″ E

- - Dolmen du Bois del Rey : 44° 24′ 28″ N, 1° 54′ 20″ E

### Personnalités liées à la commune
- Claude Fleury (1640-1723) membre Académie française a résidé de temps à autre en qualité d'abbé commendataire au château des  de Loc-Dieu de Fontaynous. Louis XIV lui avait octroyé cette charge pour services rendus : précepteur et l’un  de ses petits-enfants. Il y a écrit sans doute une partie de son  œuvre majeure une « Histoire ecclésiastique » en 20 volumes[53].
- Raphaêl Savignac (1874-1921) dominicain, archéologue et photographe français.
- Jean-Louis Alibert (1768-1837), médecin français, est inhumé dans une chapelle familiale au lieu-dit les Espeyrous commune de Martiel[53].